# Evernote
Evernote ist ein Onlinedienst und eine dazugehörige Software, die das Sammeln, Ordnen und Finden von Notizen, Dokumenten und Fotos in verschiedenen Formaten unterstützt.
Das Unternehmen mit Sitz in Redwood City im US-Bundesstaat Kalifornien wurde 2000 von dem gebürtigen Aserbaidschaner Stepan Patschikow (* 1950) gegründet. Der Webservice startete im Juni 2008 und erreichte nach drei Jahren bereits 11 Millionen User. Derzeitiger (01/2023) CEO ist Luca Ferrari.

## Geschichte
Nach der Gründung durch Stepan Pachikov im Jahr 2000 begann EverNote (damals noch mit Groß-„N“ geschrieben) mit der Vermarktung von Handschrifterkennungs- und Notizsoftware für Windows-Desktop- und -Tablet-PCs und PDAs wie ritePen (Handschrifterkennungsprogramm) und EverNote (ebenfalls mit Groß-„N“), einem Notiz- und Web-Clipping-Programm, das mit einer „Endlos-Papierrolle“ arbeitete. Nach Übernahme der CEO-Position durch Phil Libin wandte sich Evernote (nun mit Klein-„n“) ab 2007 dem Web, Smartphones (wie dem Apple iPhone) und „Cloud-Sync“ zu. Der Evernote Web Service wurde als offene Betaversion am 24. Juni 2008 begonnen und verzeichnete im Juni 2012 34 Millionen Benutzer, von denen 1,4 Millionen zahlende Premiumbenutzer sind.
Im Oktober 2010 erhielt das Unternehmen eine Einlage von 20 Millionen US-Dollar von Sequoia Capital unter Beteiligung von Morgenthaler Ventures und DoCoMo Capital. Seither erhielt das Unternehmen zusätzliche 50 Millionen US-Dollar durch Sequoia Capital und Morgenthaler Ventures. Im Mai 2012 sicherte sich das Unternehmen eine weitere Einlage von 70 Millionen US-Dollar (ca. 53 Millionen Euro) durch die Investoren Meritech Capital und CBC Capital, wodurch der Wert des Unternehmens bei rund 1 Milliarde US-Dollar liegen soll. Das Ziel des Unternehmens ist es nach eigenen Angaben, auch in hundert Jahren noch zu bestehen.
Am 28. Februar 2013 wurde Evernote Opfer eines Hackerangriffs. Das Unternehmen setzte daraufhin alle Passwörter der 50 Millionen Nutzerkonten zurück. Nach Informationen des Dienstes konnten Benutzernamen, E-Mail-Adressen und verschlüsselte Passwörter ausgelesen werden, jedoch hatten die Angreifer keinen Zugriff auf die gespeicherten Daten der Nutzer. Als Konsequenz aus dem Vorfall führte Evernote eine Zwei-Faktor-Authentifizierung ein, mit der sich das Konto zusätzlich absichern lässt.
2023 wurde Evernote von Bending Spoons übernommen.

## Konzept und Verwendung
Evernote ist ein webbasierter Notizdienst, mit dem man Notizen am Computer und von unterwegs festhalten kann. Neben dem Webeditor, der im Browser läuft, gibt es Apps für einige Betriebssysteme. Durch Plug-ins kann die Software aus Webbrowsern und E-Mail-Programmen heraus genutzt werden. Der Anwender kann über verschiedene Quellen (PC, Internet, E-Mail) Notizen, Grafiken oder Dokumente speichern. Evernote sortiert die Objekte und stellt sie dem Anwender in verschiedenen Sortierungen, zum Beispiel chronologisch, nach Tags oder Titeln, zum Abrufen bereit. Zusätzlich werden alle Objekte für die Suchfunktionen indiziert. Über eine Texterkennung, die bis zu einem gewissen Grad Handschriften erkennt, werden erkannte Textinhalte aus gescannten oder fotografierten Objekten erfasst, so dass auch nach bildlich erfassten Textinhalten gesucht werden kann. Evernote bietet die Möglichkeit, Objekte zu bearbeiten, als E-Mail zu versenden und mit anderen Anwendern zu teilen.
Evernote lässt sich auch als To-do-Liste nutzen, indem es die Erstellung von abhakbaren Listen anbietet und sich ganze Notizen als Aufgaben definieren lassen. Mit einer Erinnerungsfunktion kann man sich an einem bestimmten Datum an eine Notiz erinnern lassen.
Die Notizen werden in einem proprietären Format gesichert, das aus der Desktopsoftware heraus als Datei exportiert werden kann. So lassen sich die Notizen unter anderem in HTML speichern und damit in ein offenes Format übertragen.

## Varianten
Evernote wird im Freemium-Modell vertrieben, daher ist die Nutzung eines Basiskontos kostenlos. Eine Notiz darf dabei nur maximal 25 Megabyte haben und das monatliche Uploadlimit beträgt 60 Megabyte. Das Premium-Konto kostet monatlich 5 US-Dollar oder 45 US-Dollar pro Jahr. Evernote Premium bietet unter anderem 10 GB monatlichen Upload mit maximal 200 MB pro Notiz, mehr Optionen für den Informationsaustausch, eine Volltextsuche in PDF-Dokumenten und einen Präsentationsmodus.
Seit 2015 gibt es als preisgünstigeres Angebot Evernote Plus für 20 Euro pro Jahr. Man bekommt dafür 1 GB Upload pro Monat mit maximal 50 MB pro Notiz und die Möglichkeit, die Notizsammlungen auch ohne Internetverbindung zu nutzen sowie Passwortsperre auf Mobilgeräten. Nicht vorhanden ist die Möglichkeit Dateien zu durchsuchen, die PDF-Konvertierung, das Scannen, die Einbindung von Docs in Präsentationen und die Versionierung der Notizen.
Seit Ende 2012 steht Evernote Business zur Verfügung, mit der sich mehrere Benutzerprofile zentral erzeugen und verwalten lassen. Dieser Kontotyp enthält einen zentralen Speicher, der von mehreren Unterkonten gemeinsam genutzt werden kann. Neben Notizen lassen sich auch beliebige Dateien in der sogenannten Unternehmensdatenbank ablegen und mit Anmerkungen versehen.
Im Juni 2016 wurde die Synchronisierung für das kostenlose Basiskonto auf zwei Geräte eingeschränkt. Zugleich wurden die Preise für das Plus-Konto auf 29,99 Euro und für das Premium-Konto auf 59,99 Euro erhöht. Als Begründung gab das Unternehmen an, in Kernprodukte zu investieren und diese noch leistungsfähiger machen zu wollen.

## Software
Evernote bietet native Anwendungen für einige Betriebssysteme, darunter für Windows und Mac OS sowie für Android-, iOS-, Blackberry- und Windows-Phone-Smartphones. Daneben lassen sich die Notizen über den Webeditor auch im Browser anzeigen und bearbeiten.
Evernote bietet darüber hinaus weitere Programme an, die mit dem Notizdienst zusammenarbeiten und ihn ergänzen:
- Skitch, eine Software, um Bilder zu bearbeiten und mit Anmerkungen zu versehen (seit 22. Januar 2016 nur noch für Mac)
- Penultimate, eine Tablet-App, um sich handschriftliche Notizen auf dem iPad zu machen

Für Linux gibt es die Open-Source-Variante Nevernote, die bis 2017 unter dem Namen Nixnote weiterentwickelt wurde; das letzte Update ist vom 8. Oktober 2017.

## Evernote Market (2013–2016)
Im September 2013 wurde der Evernote Market eingeführt. Darin bot Evernote zusammen mit Partnerunternehmen Produkte an, welche die Arbeit mit Evernote ergänzen, etwa Scanner mit Evernote-Schnittstelle, Moleskine-Notizbücher oder spezielle Klebezettel. Die Plattform wurde im Februar 2016 geschlossen.